# كلان (دلغان)
كلان (بالفارسية: کلان) هي قرية تقع في قسم هوديان الريفي (مقاطعة دلغان) في إيران. يقدر عدد سكانها بـ 108 نسمة بحسب إحصاء 2016.